# Světová knihovna (KLU)
Světová knihovna byla ediční řada vydávaná v letech 1961–1990 ve  Státním nakladatelství krásné literatury a umění (později Odeon). Přinášela překlady význačných děl světové literatury (čeští a slovenští autoři zde nevycházeli) a propagovala i výtvarné umění.
Knihy formátu A5 měly sytě červenou plátěnou vazbu a obálku z křídového papíru, na které byla reprodukce (13 x 10 cm) významného malíře, krajana a současníka vydávaného autora. Název knihy byl umístěn nad obrazem světlým písmem v černém pruhu širokém 4 cm, pod obrazem na bílé ploše byl černým písmem uveden autor a logo nakladatelství (zpočátku SNKLU, od roku 1966 Odeon). Na přední záložce byla reprodukce uvedena znovu ve zmenšeném formátu (8 x 6 cm) s medailonkem malíře, na zadní přepážce charakteristika vydávané knihy. 
Knihy edice nebyly číslovány, možno tedy uvést jen příklady:
- Martin Andersen Nexö: Ditta, dcera člověka (1961)
- Alfredo Varela: Temná řeka (1962)
- Multatuli: Příběh malého Waltra Pieterse (1963)
- Jerzy Andrzejewski: Popel a démant (1963)
- Giovanni Verga: Dům u mišpule (1963)
- Jonathan Swift: Gulliverovy cesty (1963)
- Halldór Kiljan Laxness: Salka Valka (1964)
- Nikolaj Ostrovskij: Jak se kalila ocel (1964)
- Sádek Hedájat: Tři kapky krve (1964)
- Dante Alighieri: Božská komedie (1965)
- Alessandro Manzoni: Snoubenci (1966)
- Z vyprávění Šahrazádiných (1967)
- Robert Louis Stevenson: Ostrov pokladů (1967)
- Lev Nikolajevič Tolstoj: Vojna a mír (1969)
- Victor Hugo: Dělníci moře (1969)
- Mark Twain: Dobrodružství Toma Sawyera – Dobrodružství Huckleberryho Finna (1970)
- Petronius: Satyrikon (1970)
- Anton Pavlovič Čechov: Tiché diagnózy (1973)
- Dezsö Kosztolányi: Zlatý drak (1974)
- Ramón del Valle – Inclán: Barbarská elegie (1975)
- Edgar Allan Poe: Jáma a kyvadlo a jiné povídky (1975)
- Hans Jakob Christoffel von Grimmelshausen: Dobrodružný Simplicius Simplicissimus (1976)
- Thornton Wilder: Březnové idy (1977)
- Homér: Ílias (1980)
- Cchao Süe-Čchin: Sen v Červeném domě (1986)